# Потийский троллейбус
Потийский троллейбус — закрытая троллейбусная система в городе Поти. Являлась одной из трёх троллейбусных систем на черноморском побережье Грузии (остальные две были в Батуми и Сухуми).

## История
Троллейбусное движение в Поти было открыто 9 апреля 1981 года, это была одна из самых молодых троллейбусных систем страны. Подвижным составом служили российские троллейбусы ЗиУ-9 и чехословацкие Škoda 14Tr (в 1981 году получено 2 троллейбуса). Всего в городе существовало 2 троллейбусных маршрута:
№ 1 — от района Набада через морской порт и далее до посёлка Малтаква. Это был один из самых длинных троллейбусных маршрутов в Грузии, его длина составляла более 12 километров.
№ 2 — кольцевой маршрут по центру города, далее по направлению к Малтакве с одной конечной остановкой у троллейбусного депо.
Троллейбусный парк находился на улице Церетели возле Золотого озера. Он включал в себя площадку отстоя и ремонтную зону.
Пика своего развития система достигла в 1991 году, когда на двух маршрутах суммарной длиной в 18 километров работало 12 троллейбусов. Однако в девяностых система пришла в глубокий упадок. Так как Поти был одним из центров гражданской войны в Грузии, то мародёрство приводило к краже контактной сети и умышленной порче троллейбусного хозяйства противоборствующими сторонами. В результате этого к 1999 году на двух маршрутах работало всего два уцелевших троллейбуса из 12 имевшихся. В том же году был закуплен списанный троллейбус Skoda 9Tr из Тбилиси, в 2001 году город получил 3 троллейбуса ЗиУ-682 из Афин.
Из-за частых перебоев с подачей электроэнергии троллейбусы часто простаивали на улицах города. В 2004 году система была закрыта, а подвижной состав передан в Озургети и Чиатуру.